# 가욕관

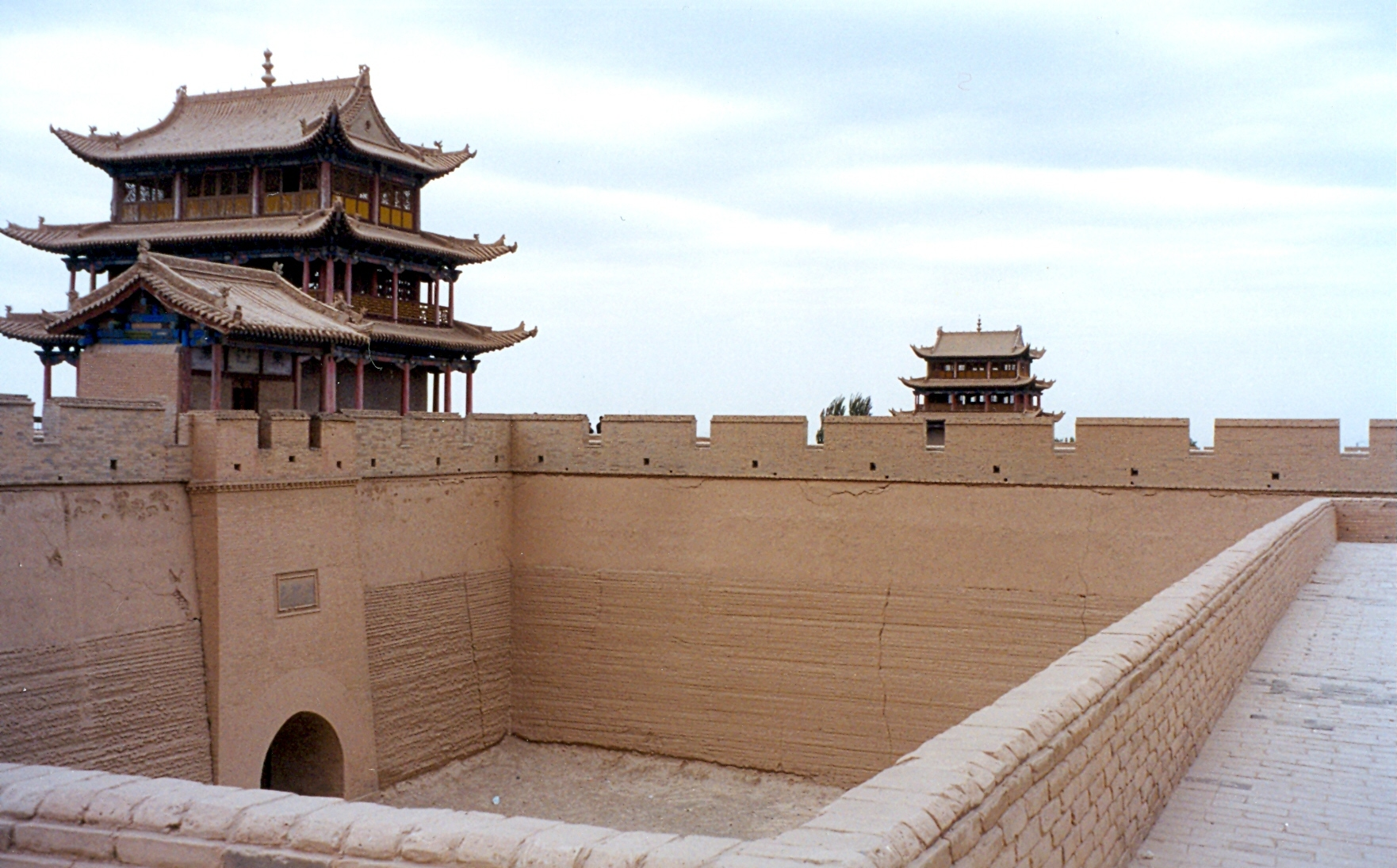
가욕관

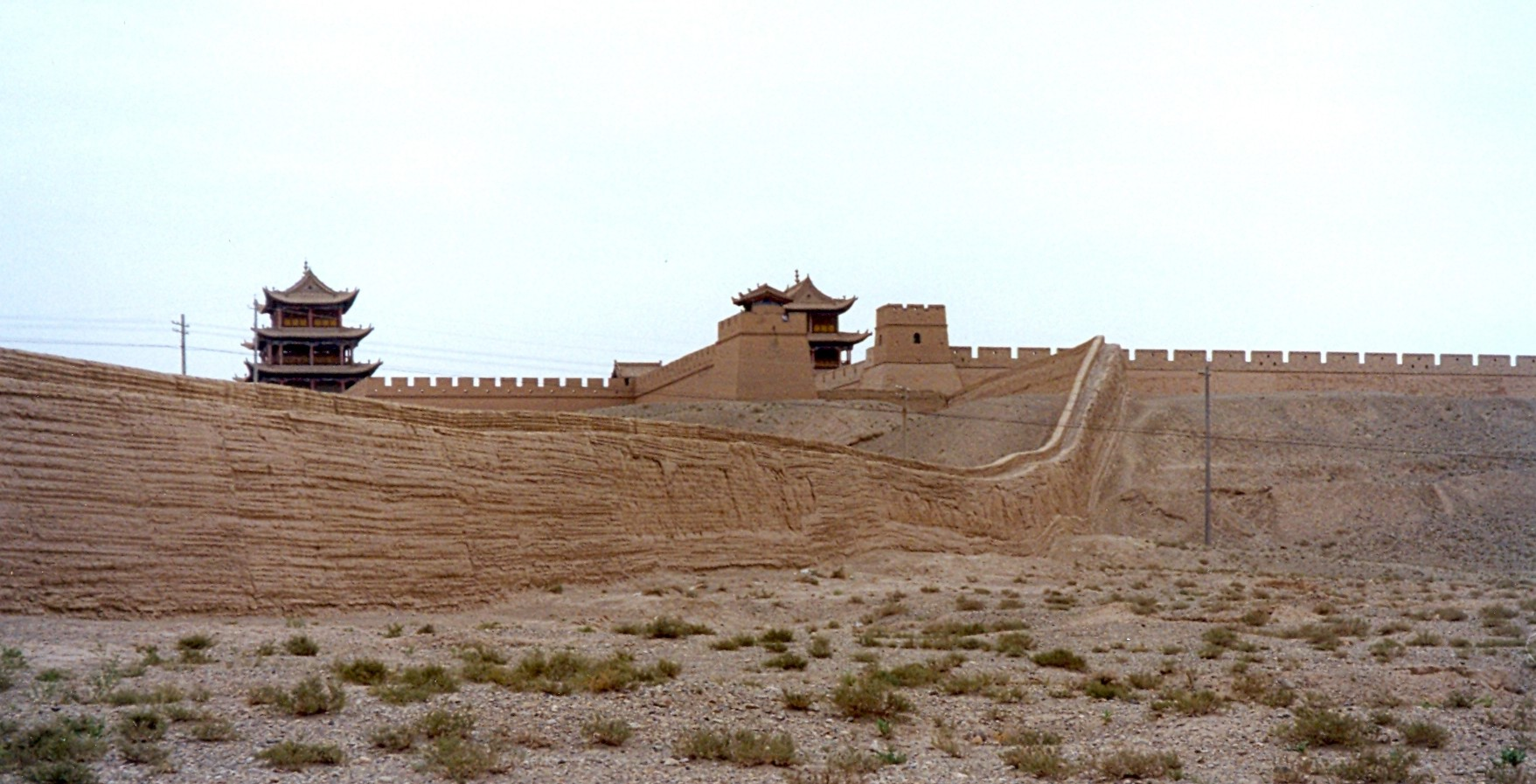
만리장성의 서쪽 끝

가욕관(중국어 정체자: 嘉峪關, 간체자: 嘉峪关, 병음: Jiāyù Guān)은 간쑤성 자위관 시에 있는 만리장성 서쪽 끝에 위치하는 관문이다. 산해관과 나란히 서쪽, 만리장성으로 중요한 관문으로서 알려져 있다.

## 지리
가욕관은 자위관 시의 남서 6km에 위치하는 하서회랑의 서쪽 가장 좁은 땅에 있다. 그곳에 두 개의 언덕 사이의 땅을 가욕산이라고 한다. 성벽의 일부는 고비사막을 횡단하고 있어 험준한 지형에 그 요새의 위용을 자랑하고 있다.

## 개요
가욕관은 둘레 733m, 높이 11m의 성벽에 둘러싸여 성 내부 지역은 33,500m2 이상이다. 황토를 판축으로 하여 굳힌 성벽이며, 서쪽은 벽돌을 겹쳐 쌓아 되어있다. 동서로 각각 누각(문루)과 옹성을 가지는 성문을 갖추어 동쪽을 광화문, 서쪽을 유원문이라고 한다. 서문에는 「자위관」의 편액이 걸려 있다. 관의 남북은 만리장성과 연결되어, 성벽의 구석 각부에는 노가가 설치되어 있다. 2개의 문의 북측에는 관의 최상부에 오를 수 있는 통로가 있다. 자위관의 방어 설비는 크게 나누어 내곽, 외곽, 굴의 3개가 되고 있다.
만리장성으로 연결되는 관 중에서 유일하게 건설 당시 그대로 남아있는 건축물이다. 최동단에 있는 산해관은 「천하제일관」이라고 칭하며, 가욕관은 「천하제일웅관」이라고 한다. 동서 실크로드의 요충지의 하나이며, 주위에는 돈황 막고굴과 같이 유명한 유적이 존재하며, 많은 벽화가 발견되었다.

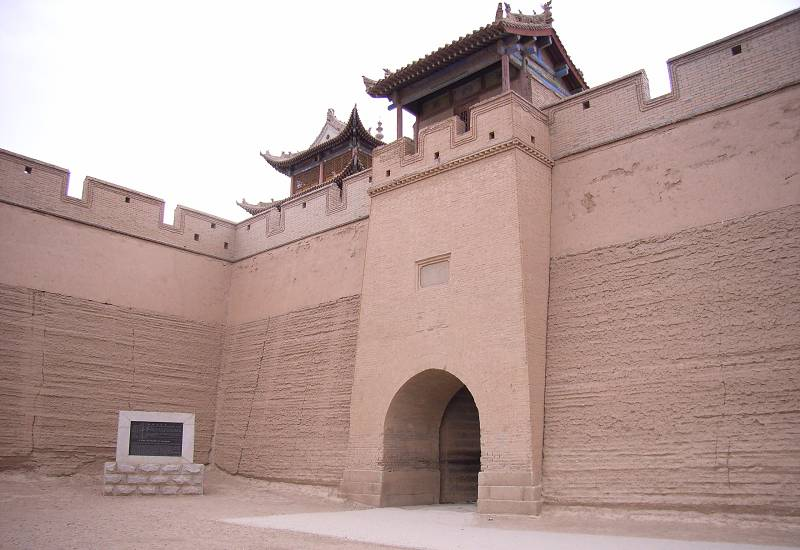
성벽의 일부

## 역사
전설에 의하면 가욕관의 설계자에게 어느 정도의 벽돌이 필요한가를 물어, 만약을 위해 1개 의 벽돌만 여분으로 준비했는데, 가욕관의 완성 시에는 정확하게 1개만 벽돌이 남았다고 한다.
그것은 오늘날에도 문서 상으로 남아 있어, 얼마나 치밀한 계획에 의해 지어졌는지를 나타내는 일화가 되고 있다. 명조 초기에 구축된 후, 티무르군에 대비하기 위해, 관의 방비는 강화되어 요새를 견고히 하고 있었다. 그러나 티무르는 동진을 진행시키기 전에 노쇠하여 전복되었다.
- 1372년(홍무 5년) - 건설
- 1495년(홍치 8년) - 내성에 광화누각과 유원루를 조작. 동시에 관청, 창고 등 부속 건조물을 수축
- 1539년(가정 18년) - 성벽에 적루, 각루를 증축해, 양익의 장성, 봉화대 등을 수축

## 같이 보기
- 만리장성
- 산해관
- 자위관 시